# Bataille de Cumberland Gap (juin 1862)
Guerre de Sécession
Batailles
Théâtre oriental
- Virginie-occidentale
- Manassas
  - 1re Bull Run
- 1re Virginie Septentrionale
- Burnside Expedition
- Péninsule
- Sept Jours
  - Gaines's Mill
  - Malvern Hill
- 1re Shenandoah valley
- 2de Virginie Septentrionale
  - 2de Bull Run
- Maryland
  - Antietam
- Fredericksburg
- Tidewater
- Chancellorsville
  - Chancellorsville
- Pennsylvanie
  - Gettysburg
- Bristoe
- Mine Run
- Campagne terrestre
  - Wilderness
  - Spotsylvania
  - Cold Harbor
- Bermuda Hundred
- 2de Shenandoah valley
  - Opequon
  - Cedar Creek
- Petersburg
- 1re Wilmington
- 2de Wilmington
- Appomattox
  - 3e Petersburg
  - Sayler's Creek
  - Appomattox C.H.

Théâtre occidental
- East Kentucky
- Shiloh
  - Fort Henry
  - Fort Donelson
  - Shiloh
- Kentucky
- Raid de Newburgh
  - Perryville
- Stones River
  - Murfreesboro
- Vicksburg
  - Champion Hill
  - Vicksburg
- Raid de Morgan
- Raid de Hines
- Tullahoma
- Chickamauga
- Chattanooga
- Knoxville
- Raid Forrest
- Atlanta
- Franklin-Nashville
- Savannah
- Carolines
  - Bentonville
- Raid de Wilson

Théâtre Trans-Mississippi
- Arizona confédéré
  - 1re Messilla
- Missouri
  - Wilson's Creek
- Territoire indien
- Trail of Blood on Ice
- Nouveau-Mexique
- Boston Mountains
- Pea Ridge
- 1re Texas
- Little Rock
- 2de Texas
- Camden
- Red River
- Raid de Price
- Palmito Ranch

Théâtre du bas littoral et approche du golfe
- Fort Sumter
- Blocus de l'Union
- 1re Bayou Teche
- Mississippi valley
  - Port Hudson
- Charleston
- 2de Bayou Teche
- Mobile Bay
- Mobile

La capture de Cumberland Gap en juin 1862 est une victoire de l'Union lors de la guerre de Sécession qui permet à l'Union d'occuper le Cumberland Gap (col de Cumberland) pendant trois mois.

## Contexte
Les confédérés tiennent une ligne de fortifications au travers du Kentucky, du Tennessee et dans le Missouri sous le commandement d'Albert Sidney Johnston. Au centre des défenses de Johnston se trouve Bowling Green (Kentucky) dont le flanc gauche est ancré sur l’île No. 10 sur le fleuve Mississippi et dont la droite River est tenue par le brigadier général Felix Zollicoffer à Cumberland Gap.
Au début de 1862, l'armée de l'Union obtient de grands succès sur le théâtre occidental. Une série de victoires à Mill Springs, Fort Donelson et Island No. 10 a brisé les défenses confédérées dans plusieurs secteurs primordiaux.

## Campagne contre Cumberland Gap
En mars 1862, le brigadier général George W. Morgan envoie une brigade sous le commandement du brigadier général Samuel P. Carter contre l'extrémité orientale des défenses confédérées à Cumberland Gap. Depuis la défaite et la mort de Zollicoffer à Mill Springs en janvier, ces défenses sont sous le commandement du colonel James Edwards Rains. Les ouvrages confédérés sont considérés comme trop redoutables pour être pris par un assaut direct et la force de Carter manque d'artillerie pour défier les batteries confédérées très bien placées.
En avril, le général Morgan se met en marche vers le col avec les trois brigades restantes de sa division. La force de Morgan comprend maintenant les brigades de Carter, de James G. Spears, de John F. DeCourcy et d'Absalom Baird, auxquelles vient s'ajouter une brigade d'artillerie et de cavalerie. Pendant ce temps, le brigadier général Carter L. Stevenson achemine les brigades de Seth Maxwell Barton et de T. H. Taylor vers les défenses du colonel Rains.  Morgan propose au major général Don Carlos Buell de menacer Chattanooga pour attirer les forces confédérées hors de Cumberland Gap.  Au même moment, le général Edmund Kirby Smith, commandant les forces confédérées du Kentucky oriental, propose de menacer Nashville pour expulser les forces de l'Union du col.  Seul Morgan voit ses souhaits exaucés.  Une division de l'Union sous les ordres du brigadier général James S. Negley attaque Chattanooga le 7 juin 1862.  Cette action contre Chattanooga est de faible ampleur, mais elle prouve que les forces de l'Union peuvent frapper quand elles le souhaitent. Cela suffit pour que Kirby Smith reconsidère la position de Stevenson à Cumberland Gap.
L'avance de l'Union contre le col se fait au travers d'un terrain difficile, particulièrement en ce qui concerne l'artillerie transportée.  Morgan est aussi obligé d'abandonner ses lignes de ravitaillement et de se reposer sur le ravitaillement sur le terrain. Au bout de deux semaines de manœuvres en territoire ennemi, il atteint le col sans perdre un seul homme.  Kirby Smith ordonne à Stevenson de se replier vers Chattanooga en réponse à l'attaque de Negley. Le 18 juin 1862, Morgan rapporte au général Buell qu'il a pris le contrôle du « Gibraltar américain ».

## Conséquences
Le général Morgan a loué sa division pour l'efficacité de ses actions face aux difficultés logistiques. Même s'il tient une solide position défensive, Morgan est éloigné de toute base de l'Union avec laquelle il pourrait établir une ligne de ravitaillement. Ses rapports au major général Henry W. Halleck restent cependant remplis d'optimisme. Jusqu'en août 1862, Morgan rend compte qu'il n'a aucune intention d'évacuer le col et que « si l'ennemi attaque, il sera écrasé ». L'attention de Kirby Smith est dévolue à la sécurisation de Chattanooga.  Ce ne sera que lorsque les confédérés de Braxton Bragg envahissent le Kentucky que Morgan se retrouve en face d'une menace sérieuse de la part des confédérés. Morgan est obligé d'abandonner le col en septembre 1862, mais réussit à mener de main de maître une retraite au travers du territoire ennemi. Le Cumberland Gap restera sous le contrôle des confédérés jusqu'à ce que le major général Ambrose Burnside le reprenne en septembre 1863.

## Forces en présence

### Union
- 7th Division, Armée de l'Ohio - brigadier général George W. Morgan
  - 24th Brigade - brigadier général Samuel P. Carter
  - 25th Brigade - brigadier général James G. Spears
  - 26th Brigade - colonel John F. DeCourcy
  - 27th Brigade - brigadier général Absalom Baird
  - Artillerie - capitaine Jacob T. Foster

### Confédération
- Division  Stevenson - brigadier général Carter L. Stevenson
  - 2nd Brigade - colonel James Edwards Rains
  - 3rd Brigade - brigadier général Seth Maxwell Barton
  - 5th Brigade - colonel Thomas H. Taylor

## Sources
1. ↑  La campagne commence le 28 mars 1862  et se termine avec la capture du col le 18 juin 1862.
2. ↑  Official Records
3. ↑  Morgan rapporte plusieurs escarmouche au cours desquelles les confédérées subissent des pertes mais ne mentionne aucun chiffre
4. ↑  Nevin p.54
5. ↑  Cumberland Gap National Historical Park
6. 1 2  William W. Luckett, Cumberland Gap National Historic Park, Tennessee Historical Quarterly, Vol.
7. ↑  (en) ABPP: Chattanooga
8. 1 2  (en) Morgan's correspondence to Edwin Stanton and Don Carlos Buell